# Дуньхуа
Дуньхуа́ (кит. упр. 敦化, пиньинь Dūnhuà, кор. 돈화) — городской уезд Яньбянь-Корейского автономного округа провинции Гирин (КНР).

## История
В средние века в этих местах размещалась столица государства Бохай.
После образования маньчжурской империи Цин район горы Пэктусан был в 1677 году объявлен священным, и людям здесь было селиться запрещено. В 1762 году подвластные нингутинскому цзянцзюню земли были объявлены «священной родиной» маньчжуров, куда было запрещено селиться людям из внутренних китайских земель, но запрет тайком нарушался в результате «ползучей миграции». В 1878 году гиринский цзянцзюнь решил признать факты, и направил в эти места специального чиновника, а в 1882 году был официально создан уезд Дуньхуа (敦化县). В качестве названия уезда было взято сочетание иероглифов из входящего в конфуцианское «Четверокнижие» канона «Чжун юн».
В 1985 году уезд Дуньхуа был преобразован в городской уезд.

## Административное деление
Городской уезд Дуньхуа делится на 4 уличных комитета, 11 посёлков и 5 волостей.